# Wien Simmering
Wien Simmering (niem: Bahnhof Wien Simmering) – przystanek kolejowy w Wiedniu, w dzielnicy Simmering, w Austrii. Znajduje się na Laaer Ostbahn. Obsługuje pociągi regionalne i S-Bahn w Wiedniu. Od roku 2000 znajduje się tu stacja metra na linii U3.

## Linie kolejowe
- Laaer Ostbahn